# Графстрём, Йиллис
Йи́ллис Гра́фстрём (швед. Gillis Grafström; 7 июня 1893, Стокгольм, Швеция — 14 апреля 1938, Потсдам, нацистская Германия) — шведский фигурист. Первый в истории спортсмен, который сумел выиграть 4 олимпийские награды в фигурном катании (его достижения повторил в 2014 году российский фигурист Евгений Плющенко, который также завоевал 4 олимпийские медали, из которых две золотые). 
Обладатель наибольшего количества олимпийских медалей в рамках одной дисциплины фигурного катания — 4. Один из двух спортсменов, побеждавших как на зимних, так и летних Олимпийских играх (наряду с Эдди Иганом, который выиграл золотые медали в боксе и бобслее). Графстрём — единственный спортсмен, ставший чемпионом и зимних, и летних Олимпийских игр в одном виде спорта.
Первый и единственный трёхкратный олимпийский чемпион (1920, 1924, 1928) в мужском одиночном катании. Делит с Соней Хени, Ириной Родниной, Тессой Вертью и Скоттом Моиром рекорд по количеству золотых олимпийских наград в фигурном катании (по три).

## Биография
Йиллис Графстрём трижды выигрывал золото на Олимпийских играх (в 1920, 1924, и 1928 годах) и один раз серебро на Олимпиаде 1932 года, (проиграв Карлу Шеферу).
На его первых Олимпийских играх в Антверпене сломался один из его коньков, и он должен был пойти в город, чтобы купить новую пару. В продаже были только коньки модели «curly-toed», не те, на которых он привык кататься. Несмотря на это обстоятельство, он всё равно победил.
На своих последних Олимпийских играх в 1932 в Лейк-Плэсиде он столкнулся с фотографом на льду и все же сумел стать вторым.
Графстрём был одним из лучших фигуристов в исполнении обязательных фигур. Он изобрёл графстрём-пируэт (на обратном внешнем краю лезвия) и flying sit spin (прыжок во вращение сидя). Он катался на коньках очень изящно и был известен интересными интерпретациями музыки.
Графстрём также тренировал Соню Хени.
С 1925 года и до своей смерти он жил в Германии, в Потсдаме. Тренировался на Борнштедтском озере, когда оно замерзало, или на искусственном катке в парке Фридрихсхайн в берлинском районе Фридрихсхайн.
Графстрём изучал архитектуру в Высшей технической школе Берлина (нем. Technische Hochschule) и после её окончания работал архитектором.
Графстрём коллекционировал графику, картины и скульптуры о катании на коньках. Это собрание было продолжено его женой Цецилией Мендельсон-Бартольди (1898—1995). Сегодня эта коллекция принадлежит Музею мирового фигурного катания в Колорадо-Спрингс (США). Графстрём был также писателем и гравёром.
Графстрём умер в 1938 году в Потсдаме в возрасте 44 лет из-за заражения крови. Сегодня в Потсдаме есть улица, названная в его честь. 
В 1976 году он был введён в Зал славы мирового фигурного катания.

## Спортивные достижения
| Соревнования/Сезон | 1911—1912 | 1912—1913 | 1913—1914 | 1914—1915 | 1915—1916 | 1916—1917 | 1917—1918 | 1918—1919 | 1919—1920 | 1921—1922 | 1923—1924 | 1927—1928 | 1928—1929 | 1931—1932 |
| ------------------ | --------- | --------- | --------- | --------- | --------- | --------- | --------- | --------- | --------- | --------- | --------- | --------- | --------- | --------- |
| Олимпийские игры   |           |           |           |           |           |           |           |           | 1         |           | 1         | 1         |           | 2         |
| Чемпионаты мира    |           |           | 14        |           |           |           |           |           |           | 1         | 1         |           | 1         |           |
| Чемпионаты Швеции  | 2         |           |           |           |           | 1         | 1         | 1         |           |           |           |           |           |           |